# Bembla Mnara
Bembla Mnara o Bembla et Manara (àrab: بنبلة المَنَارَة, Banbla al-Manāra o بنبلة والمَنَارَة, Banbla wa-l-Manāra) és una municipalitat de la governació de Monastir, a Tunísia. Està formada per la vila de Bembla i el poble d'El Manara o Mnara. La municipalitat comptava amb 16.078 el 2014.

## Administració
Forma una municipalitat o baladiyya, amb codi geogràfic 32 22 (ISO 3166-2:TN-12).
Al mateix temps, Bembla, Bembla Ouest i El Manara són tres sectors o imades, amb codi geogràfic 32 57 51, 32 57 52 i 32 57 53 respectivament, de la delegació o mutamadiyya de Bembla (32 57).